# Micropristis
 (mai 2019).
Genre
Micropristis est un genre éteint de raies qui a vécu au début du Crétacé supérieur, au Cénomanien, soit il y a environ entre 100,5 et 93,9 millions d'années.
Ses restes fossiles ont été mis au jour au Liban, et en France.

## Galerie

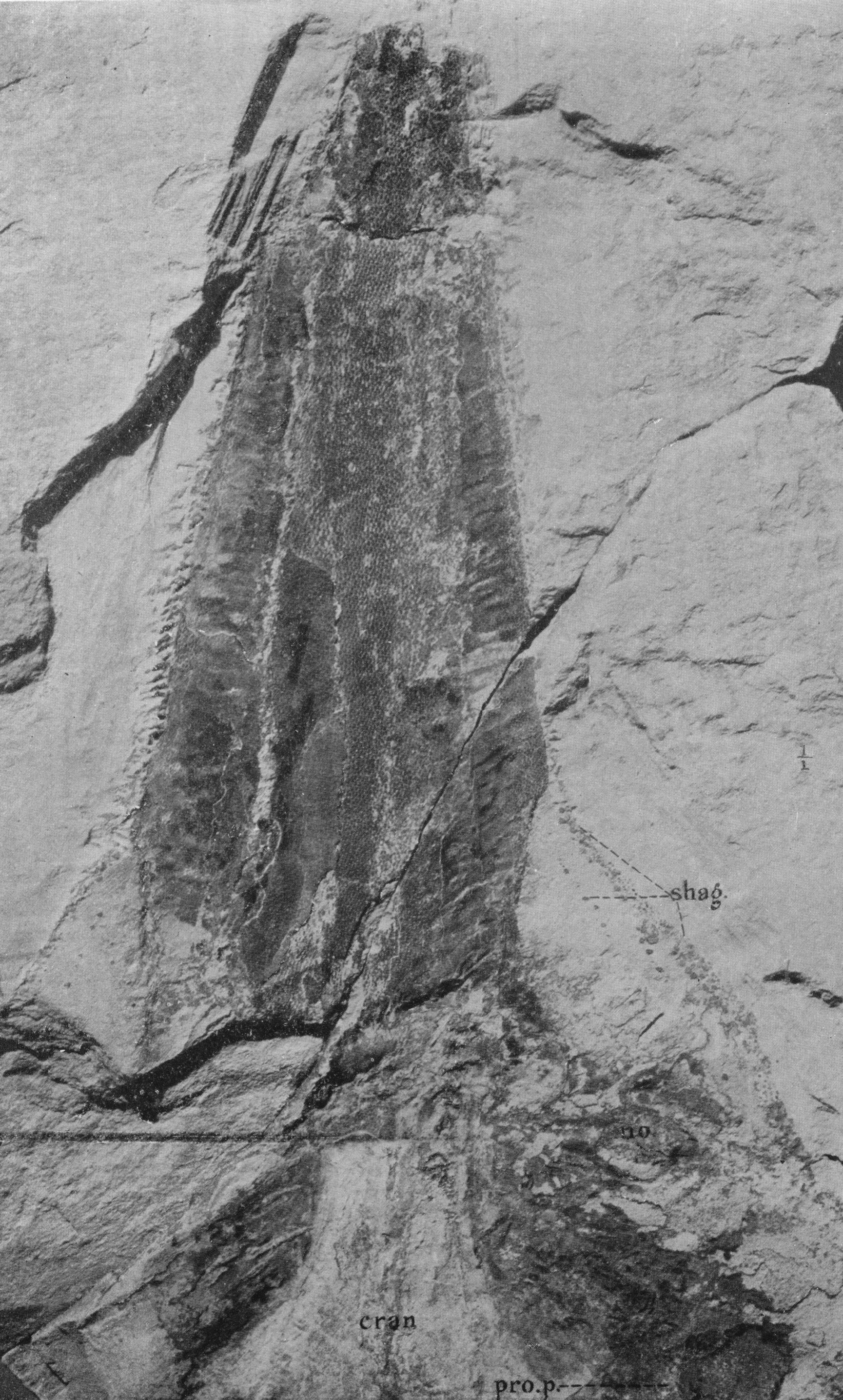
Rostre de Micropristis solominis